# Rolf Hammerschmidt
Rolf Hammerschmidt (* vor 1990) ist ein deutscher Filmregisseur und Filmproduzent von Pornofilmen.
Nach seiner Schulzeit begann Hammerschmidt in der Pornoindustrie tätig zu werden. Seit 1990 hat er mehr als 800 Pornofilme für sein Unternehmen Man's Best gedreht und produziert. Hammerschmidt zog 2005 nach Prag, wo er das Filmstudio Hammer Entertainment gründete. Er gewann viermal den Pornofilmpreis Venus Award für die Filme „Club Paradise“, „Dschungelboys“, „Im Dienste des Sultans“ und „Heisse Tränen“.